# Berrigan
Berrigan – miasto w Australii, w stanie Nowa Południowa Walia.